# Bulbophyllum kenae
Bulbophyllum kenae là một loài phong lan thuộc chi Bulbophyllum.